# Čabulja
Die Čabulja ist ein Gebirge im Nordwesten der Gemeinde Mostar in Bosnien und Herzegowina mit einer Höhe von 1786 Metern. Das Gebirge liegt zwischen dem Fluss Neretva sowie seinem rechten Nebenfluss, der Drežanka. Die Velika Vlajna ist der höchste Gipfel.
Das Gestein besteht aus mesozoischem Kalkstein und teilweise aus Dolomit. Es ist eine morphotektonische Erweiterung des Velež. In Richtung des Drežanka-Tal wird das Massiv scharf von mehreren hundert Meter hohen tektonischen Klippen begrenzt, während in südwestlicher Richtung die Hänge in Ausläufer übergehen. An vielen Stellen entlang beider Ausläufer des Gebirges und insbesondere entlang der südwestlichen großen Komplexe von Moränenböschungen blieb eine starke pleistozäne Vereisung zurück.
Die Čabulja ist größtenteils kahl, felsig und wasserlos, mit wenig Ackerland in den engen Tälern der südwestlichen Ausläufer, wo es einige ländliche Siedlungen gibt. In den meisten Teilen der Čabulja besteht ein Gebiet mit Sommerweiden mit saisonalen Viehsiedlungen, darunter Viehzüchtern aus dem  Westen der Herzegowina.
In einigen Gebieten zwischen den Gipfeln Velika Vlajna, Visin und Ošljar sowie entlang des nordwestlichen Kammes zwischen dem Gipfel Trnorac und dem Quellgebiet der Drežanka besteht Gefahr durch Landminen.